# Stadsprijs Geraardsbergen 1935
De 7e editie van de Belgische wielerwedstrijd Stadsprijs Geraardsbergen werd verreden op 28 augustus 1935. De start en finish vonden plaats in Geraardsbergen. De winnaar was Théo Middelkamp, gevolgd door Jérôme France en Frans Van Puyvelde.

## Uitslag
| Stadsprijs Geraardsbergen 1935 |                    |              |      |
| Plaats                         | Naam               | Ploeg        | Tijd |
| Winnaar                        | Théo Middelkamp    | individueel  |      |
| 2                              | Jérôme France      | Van Hauwaert |      |
| 3                              | Frans Van Puyvelde | Bury         |      |

1912 · 1913 · 1914–1926 · 1927 · 1928–1932 · 1933 · 1934 · 1935 · 1936 · 1937 · 1938 · 1939 · 1940 · 1941 · 1942 · 1943 · 1944 · 1945 · 1946 · 1947 · 1948 · 1949 · 1950 · 1951 · 1952 · 1953 · 1954 · 1955 · 1956 · 1957 · 1958 · 1959 · 1960 · 1961 · 1962 · 1963 · 1964 · 1965 · 1966 · 1967 · 1968 · 1969 · 1970 · 1971 · 1972 · 1973 · 1974 · 1975 · 1976 · 1977 · 1978 · 1979 · 1980 · 1981 · 1982 · 1983 · 1984 · 1985 · 1986 · 1987 · 1988 · 1989 · 1990 · 1991 · 1992 · 1993 · 1994 · 1995 · 1996 · 1997 · 1998 · 1999 · 2000 · 2001 · 2002 · 2003 · 2004 · 2005 · 2006 · 2007 · 2008 · 2009 · 2010 · 2011 · 2012 · 2013 · 2014 · 2015 · 2016 · 2017 · 2018 · 2019 · 2020 · 2021 · 2022